# Palais de Théodoric
Le palais de Théodoric est un bâtiment situé à Ravenne, le long de la Via di Roma et près de la basilique Saint-Apollinaire-le-Neuf. Il est traditionnellement appelé Palazzo di Teodorico, mais en réalité, cette façade est ce qui reste d'une série de bâtiments d'époques différentes. 

## Histoire
Ce qui reste aujourd'hui de la construction se réduit au bloc de façade. La fonction d'origine de la bâtisse fait toujours débat. Dans les premières années du XXe siècle, certains érudits (dont Corrado Ricci, Alessandro Testi Rasponi, Giuseppe Galassi et Gaetano Savini) pensaient qu'il pouvait s'agir d'une construction des VIIe – VIIIe siècle  et liée au complexe palatial né pour abriter les Exarques (gouverneurs de la ville). En 1921, Giuseppe Gerola, alors surintendant à Ravenne, formule à la place l'hypothèse qu'il s'agit des restes de l'église de San Salvatore ad Calchi (détruite au début du XVIe siècle) ; cette hypothèse a été développée quelques années plus tard par Paolo Verzone. 
Dans les années 1950, l'archéologue Don Mario Mazzotti a effectué quelques recherches archéologiques afin de mieux comprendre l'histoire du bâtiment, sans toutefois parvenir à des conclusions convaincantes. 
L'étude historique du site a commencé après la découverte de quelques mosaïques de pavement au XIXe siècle. 